# Châtelaine GE
| GE ist das Kürzel für den Kanton Genf in der Schweiz. Es wird verwendet, um Verwechslungen mit anderen Einträgen des Namens Châtelaine zu vermeiden. |

Châtelaine ist ein Quartier der Gemeinde Vernier und bis 1931 der Gemeinde Le Petit-Saconnex, die seither ein Teil der Stadt Genf ist.
In Châtelaine sind einige Organisationen der Vereinten Nationen in der Maison Internationale de l’Environnement (MIE; frz. für Internationales Umwelthaus) untergebracht, so das Hauptquartier des Ausbildungs- und Forschungsinstituts der Vereinten Nationen (UNITAR), die für die ehemaligen Sowjetgebiete zuständige Abteilung des Entwicklungsprogramms der Vereinten Nationen (UNDP) und die Europa-Abteilung des Umweltprogramms der Vereinten Nationen (UNEP) und weitere, vor allem mit dem Umweltschutz befasste Organisationen.

## Geschichte

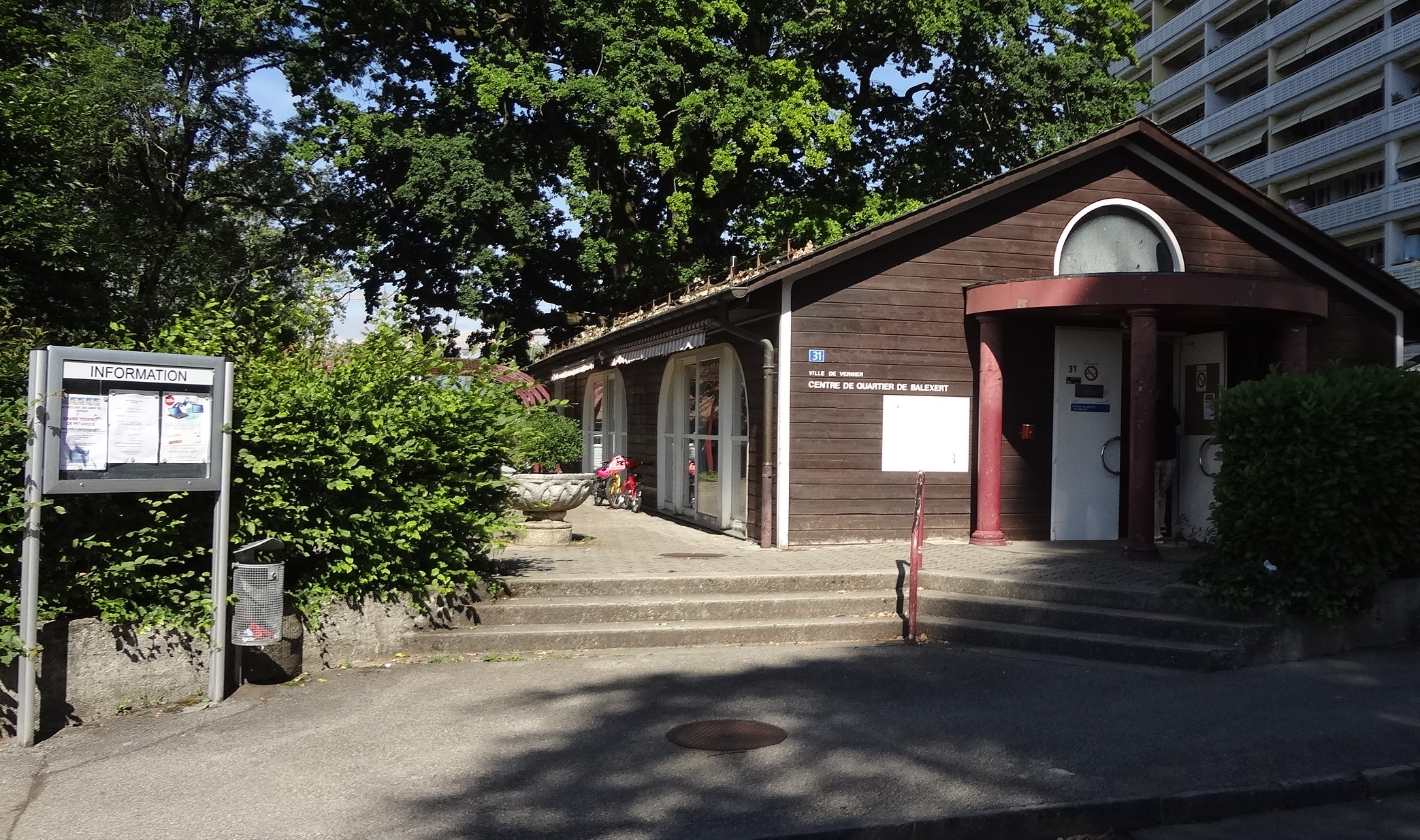
Quartierzentrum Balexert.
Der 1963 gegründete und damals im Untergeschoss der Schule Balexert ansässige Verein ist eines der ältesten Freizeitzentren Genfs. 2012 wurde aus dem Verein das Nachbarschaftszentrum Châtelaine-Balexert.

Châtelaine ist ein ehemaliger Grenzort zwischen Genf und Savoyen, der zur Pfarrgemeinde Saint-Gervais gehörte. Als Bern 1580 das Pays de Gex dem Herzog von Savoyen zurückgab, wurde Châtelaine zwischen Le Petit-Saconnex und Vernier aufgeteilt. Ein Heer des Herzogs schlug hier 1589 die Genfer.
Im 18. Jahrhundert zog Châtelaine Genfer Bühnenliebhaber an, da das Schauspiel in Genf verboten war. Die erste Holzbühne, 1761 auf französischem Boden erbaut, stand an der Stelle des alten Polizeipostens. Voltaire liess hier mehrere Stücke aufführen. Die Bühne wurde kurz nach seinem Tod abgerissen. Joseph Galier von Saint-Gérand liess um 1780 ein neues Theater erbauen, das bis 1798 bespielt wurde. 1868 wurden im Gebäude Wohnungen eingerichtet, 1974 wurde es abgerissen. Von 1887 bis 1973 beherbergte Châtelaine die Kantonale Gartenbauschule, die dann nach Lullier verlegt wurde.

## Sport
In Châtelaine ist der Amateurfussballverein FC City beheimatet, der im Sportzentrum Bois-des-Frères trainiert.
Dokumentiert ist, dass bereits 1869 im Institut La Châtelaine Fussball gespielt wurde. Der FC Châtelaine Genève gehörte 1895 zu den Gründungsmitgliedern des Schweizerischen Fussballverbands (SFV). Am 4. April 1898 verlor der FC La Châtelaine Genève den Final der Schweizer Fussballmeisterschaft gegen den Grasshopper Club Zürich mit 0 : 2.